# Chotowo (Bułgaria)
Chotowo (bułg. Хотово) – wieś w Bułgarii, w obwodzie Błagojewgrad, w gminie Sandanski. Według Ujednoliconego Systemu Ewidencji Ludności oraz Usług Administracyjnych dla Ludności, 15 marca 2016 roku miejscowość liczyła 125 mieszkańców.

## Osoby związane z miejscowością
- Anton Iwanow Sołunow (1887–?) – bułgarski macedońsko-adrianopolski wolontariusz, członek czety Jane Sandanskiego[2]
- Koło Chotowski (1881–?) – bułgarski macedońsko-adrianopolski wolontariusz, członek czety Jane Sandanskiego[2]
- Georgi Christow (1893–?) – bułgarski macedońsko-adrianopolski wolontariusz, członek czety Nikoły Parapanowa[2]
- Boris Cwetkow (1918) – bułgarski dyplomata
- Roza Cwetkowa (1931–2016) – bułgarska śpiewaczka narodowa
- Georgi Konstantinow (1875–1969) – bułgarski rewolucjonista, członek WMORO
- Georgi Konstantinow (1873–1913) – bułgarski rewolucjonista, członek WMORO
- Stojczo Georgiew Stojkow (1918–?) – bułgarski partyzant, członek RMS i BKP[2]